# Амангельды (Теренкольский район)
Амангельды (каз. Аманкелдi) — упразднённое село в Теренкольском районе Павлодарской области Казахстана. Входило в состав Бобровского сельского округа. Ликвидировано в 1990-е годы.

## Население
В 1989 году население села составляло 48 человек.